# كلايد سميث (لاعب كرة قدم أسترالية)
كلايد سميث (بالإنجليزية: Clyde Smith)‏ هو لاعب كرة قدم أسترالية أسترالي، ولد في 28 يناير 1901، وتوفي في 5 يناير 1935 في Frankston, Victoria ‏ في أستراليا.

## وصلات خارجية
- كلايد سميث على موقع AustralianFootball.com (الإنجليزية)
- كلايد سميث على موقع AFLtables.com (الإنجليزية)